# 868
Cette page concerne l'année 868  du calendrier julien.
L'année 868 est une année bissextile qui commence un jeudi.

## Événements

### Asie
- 11 mai : fabrication à Dunhuang, en Chine occidentale de la Sapience de diamant (le Soutra du Diamant), le plus ancien livre-rouleau imprimé conservé[1].
- 15 septembre : l’esclave turc Ahmad ibn Tulun (835-884), envoyé en Égypte par son beau-père, le gouverneur Bakbak, en qualité de lieutenant, arrive à Fostat[2]. Il prend la tête de la révolte égyptienne et fonde la dynastie des Tulunides qui se rend pratiquement indépendante de Bagdad (fin en 905).

- Soulèvement mené par P'ang Hsün en Chine. Des soldats d'une garnison du Guizhou se mutinent pour rentrer chez eux[3]. Ils traversent la Chine du sud vers le nord le long du Yangzi Jiang avant d'être écrasés par les Tang en 869[4].

### Europe

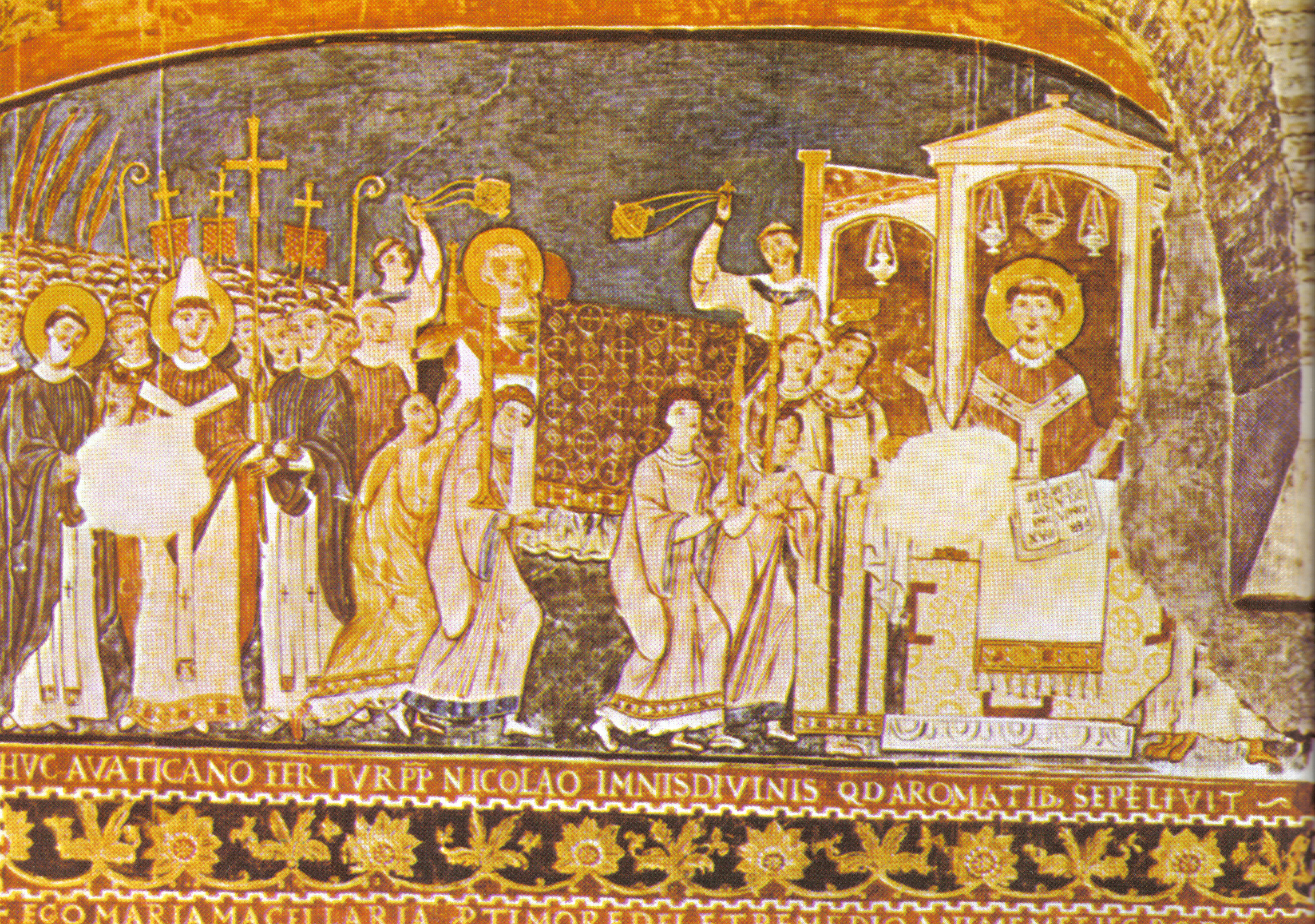
Arrivée de Cyrille et Méthode à Rome, avec les reliques de Saint Clément. Fresque du XIe siècle, Basilique Saint-Clément, Rome.

- 5 janvier, Rome : consécration de Constantin, qui prend le nom de Cyrille, par le pape Adrien II, qui soutient Cyrille et Méthode dans leur entreprise et autorise l'usage de la liturgie en langue slave[5].
- 7 janvier, à Pouilly-sur-Loire, Charles le Chauve confirme à Girart de Roussillon qu'il n'annexera pas les abbayes de Pothières et de Vézelay fondées quelques années auparavant par ce dernier[6].
- 15 février[7] (15 des calendes de mars) : inondation  attesté aux Pays-Bas par les Annales de Xanten[8].
- Printemps[9] : le siège de Raguse par les Aghlabides est levé après 15 mois par la flotte byzantine[10].
- 17 avril : Berthe, épouse de Raimond, comte de Toulouse est mentionnée comme comtesse aux côtés de son fils Bernard de Rouergue dans un acte de donation à l'abbaye de Vabres[11],[12].
- 16 mai : concile de Worms. Les doctrines de Photios sont réfutées et 45 canons édictés dont quatre concernent les interdits de parentés[13]. Recommandation est faite aux prêtres et aux évêques d’utiliser l’ordalie de l’hostie : si un prêtre accusé avale sans difficulté une hostie consacrée, son innocence est prouvée[14].

- Mai : pacte de Metz entre Charles le Chauve et Louis le Germanique, qui décident du partage des terres de l'ancien empereur Lothaire Ier, alors en possession de ses fils Louis et Lothaire II[15].
- 29 août : Charles le Chauve reconnait le titre royal à Salomon de Bretagne et à sa descendance à l'issue de l'assemblée de Pîtres[16].

- Alliance entre Æthelred de Wessex et Burgred de Mercie contre les Danois, qu'ils tentent de déloger de Nottingham. Le futur roi du Wessex Alfred le Grand épouse Ealhswith[17].
- Louis II le Jeune prend Matera, Venosa et Canosa aux Sarrasins et remet le siège devant Bari, prise en 871[18].
- Soulèvement de Mérida contre l'émir de Cordoue Muhammad Ier qui part aussitôt assiéger la ville, en laissant croire qu'il marchait sur Tolède ; les révoltés se soumettent et l'émir démantèle les fortifications à l'exception de la citadelle du gouverneur. Les chefs de l'insurrection (dont le muladi Ibn Marwan) sont emmenés à Cordoue avec leur famille pour servir dans l'armée[19].
- Vímara Peres prend le bourg de Portucale aux musulmans pour le royaume de Galice et entreprend sa repopulation. Le premier comté Portucalense est créé[20].
- Les Vikings emmenés par Hâsteinn (Hasting) remontent la Loire et pillent une nouvelle fois Orléans[21] puis attaquent Redon[22].
- Hincmar trouve normal de laisser «  les bénéfices en vue du service militaire aux fils des pères qui ont bien servi l’Église »[23].
- En Germanie et en Francie occidentale, crue historique généralisée des fleuves à la suite de pluies incessantes, selon des annales de Fulda[24].